# Astpro
Astpro to brydżowa konwencja licytacyjna, jedna w wielu form obrony po otwarciu 1BA przeciwnika, odmiana konwencji Astro i Aspro.  Wejścia Astpro wyglądają następująco:
```
Kontra Siłowa, karna.
2♣     Dwukolorówka kiery i inny
2
♦
     Dwukolorówka piki i inny
2
♥
     Jednokolorówka z kierami
2♠     Jednokolorówka z pikami
2BA    Oba kolory młodsze
3♣/3
♦
  Blok na długim kolorze młodszym
```

Z kolorami starszymi i układem 5-4 pokazujemy krótszy kolor (to znaczy z 4♥ i 5♠ licytujemy 2♣, a z 4♠ i 5♥ licytujemy 2♦.